# Capilla de la Misericordia (Mónaco)
La Capilla de la Misericordia (en francés: Chapelle de la Miséricorde) es una iglesia católica en la Rue Basse en el distrito Monaco -Ville de Mónaco en el Principado de Mónaco.
La capilla fue construida en 1639 y sirvió como sede de la Hermandad de los Penitentes Negros. Honorato II de Mónaco, fue el primer prior de la hermandad. La decoración interior cuenta con esculturas de madera obra de François Joseph Bosio.

## Galería

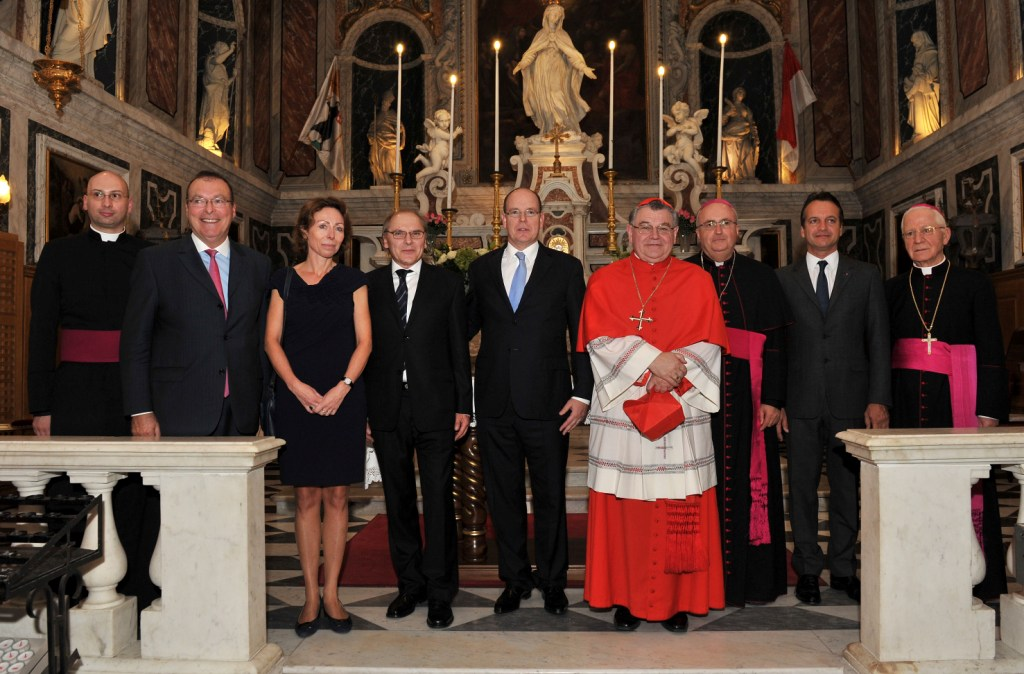
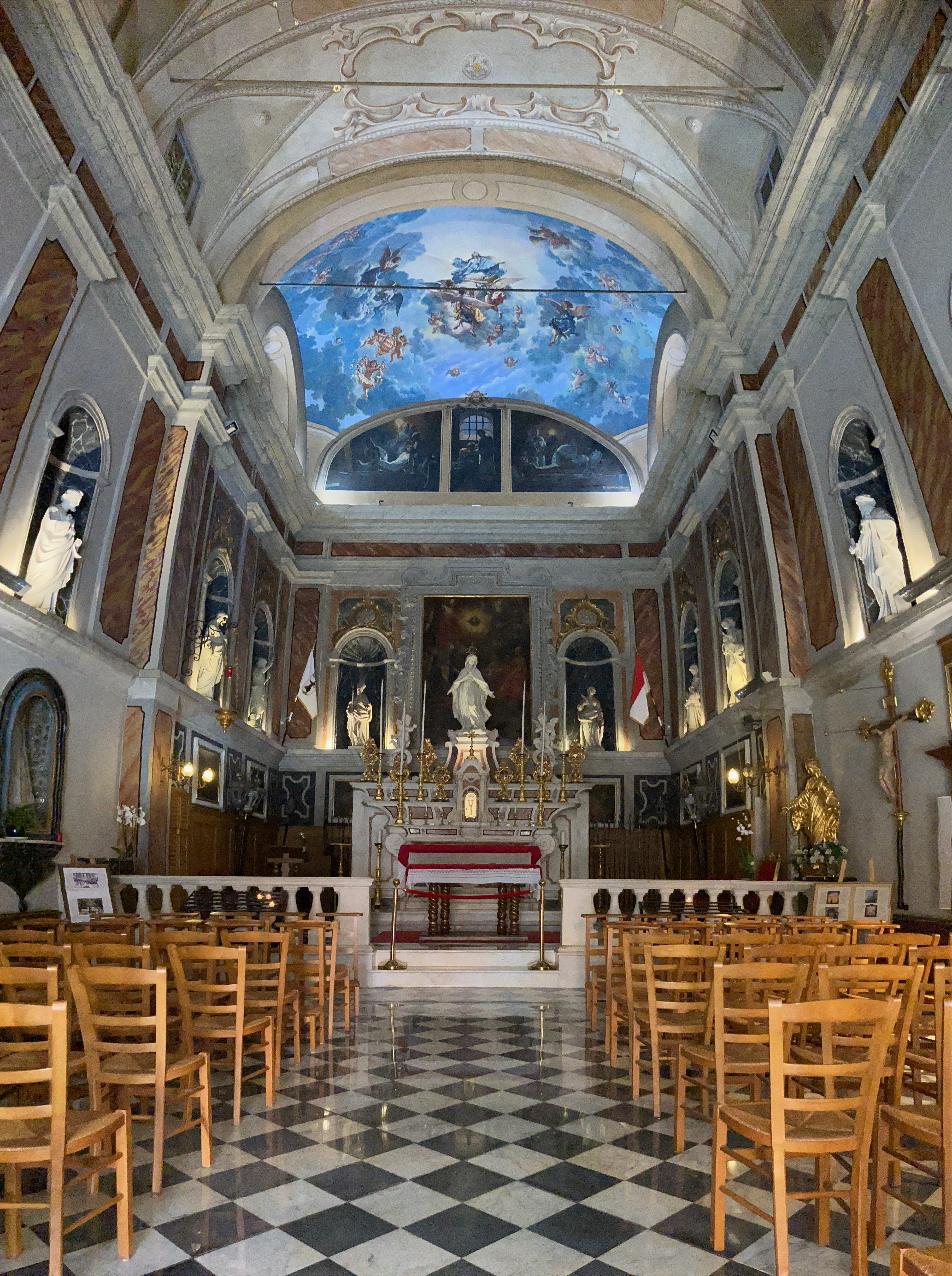
La capilla
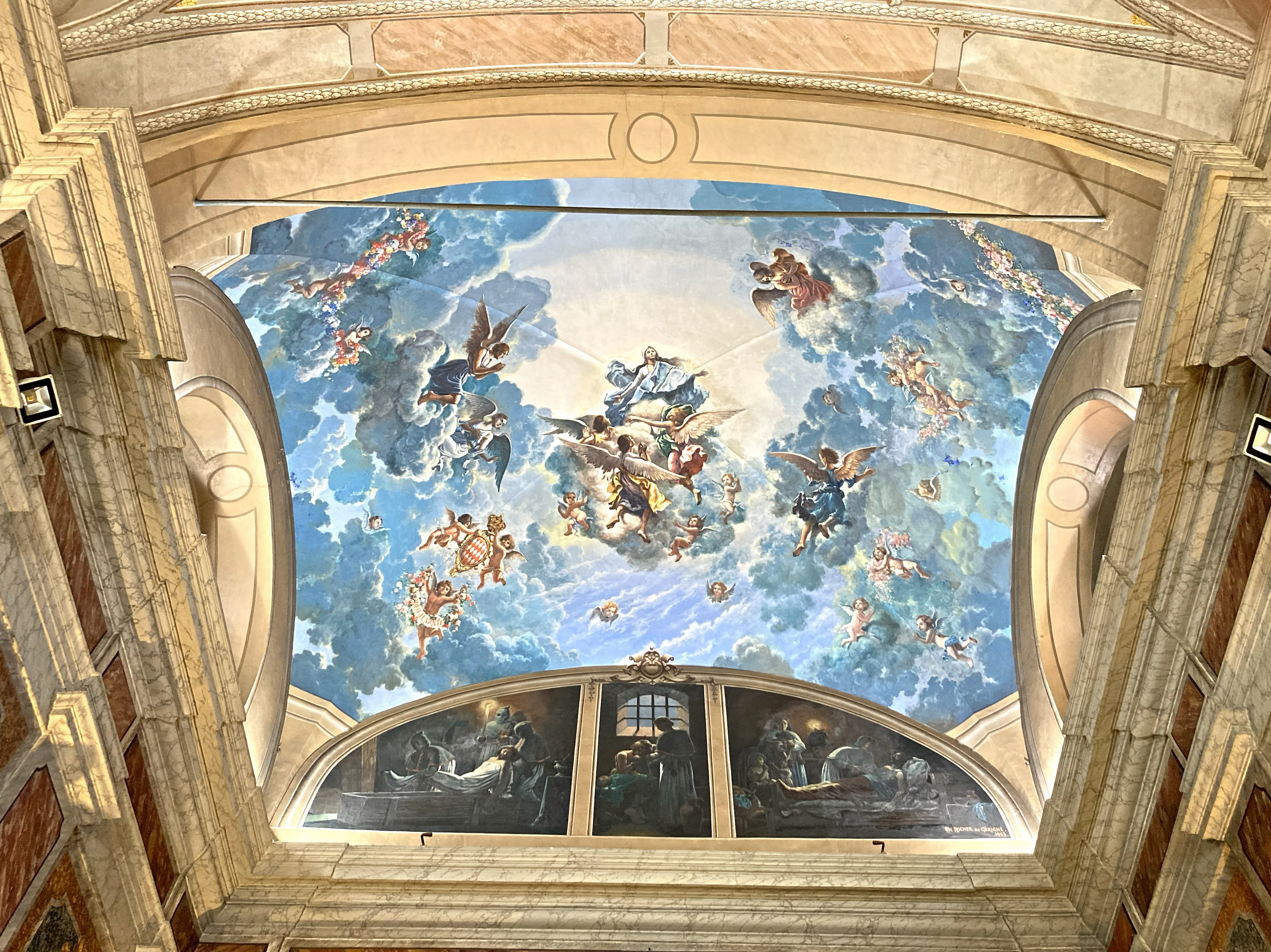
Detalle del techo